# Штокках
Штокках (нім. Stockach) — місто в Німеччині, знаходиться в землі Баден-Вюртемберг. Підпорядковується адміністративному округу Фрайбург. Входить до складу району Констанц.
Площа — 69,75 км2. Населення становить 17 116 ос. (станом на 31 грудня 2020).

## Географія

### Адміністративний поділ
Місто складається з таких районів:
| Герб                                  | Назва                           | Населення (2009) | Площа   |
| ------------------------------------- | ------------------------------- | ---------------- | ------- |
| Wappen Stockach                       | Штокках (центр)                 | 8200             | 920 га  |
| Wappen Espasingen                     | Еспазінген                      | 670              | 950 га  |
| Wappen Hindelwangen                   | Гіндельванген                   | 1430             | 950 га  |
| Wappen Hoppetenzell                   | Гоппетенцелль                   | 590              | 400 га  |
| Wappen Mahlspüren im Hegau            | Мальспюрен-ім-Гегау             | 460              | 420 га  |
| Wappen Mahlspüren im Tal / Seelfingen | Мальспюрен-ім-Таль / Зельфінген | 610              | 710 га  |
| Wappen Raithaslach                    | Райтаслах                       | 360              | 210 га  |
| Wappen Wahlwies                       | Вальвіс                         | 2160             | 900 ha  |
| Wappen Winterspüren                   | Вінтерспюрен                    | 860              | 1200 га |
| Wappen Zizenhausen                    | Циценгаузен                     | 1310             | 210 га  |

## Галерея

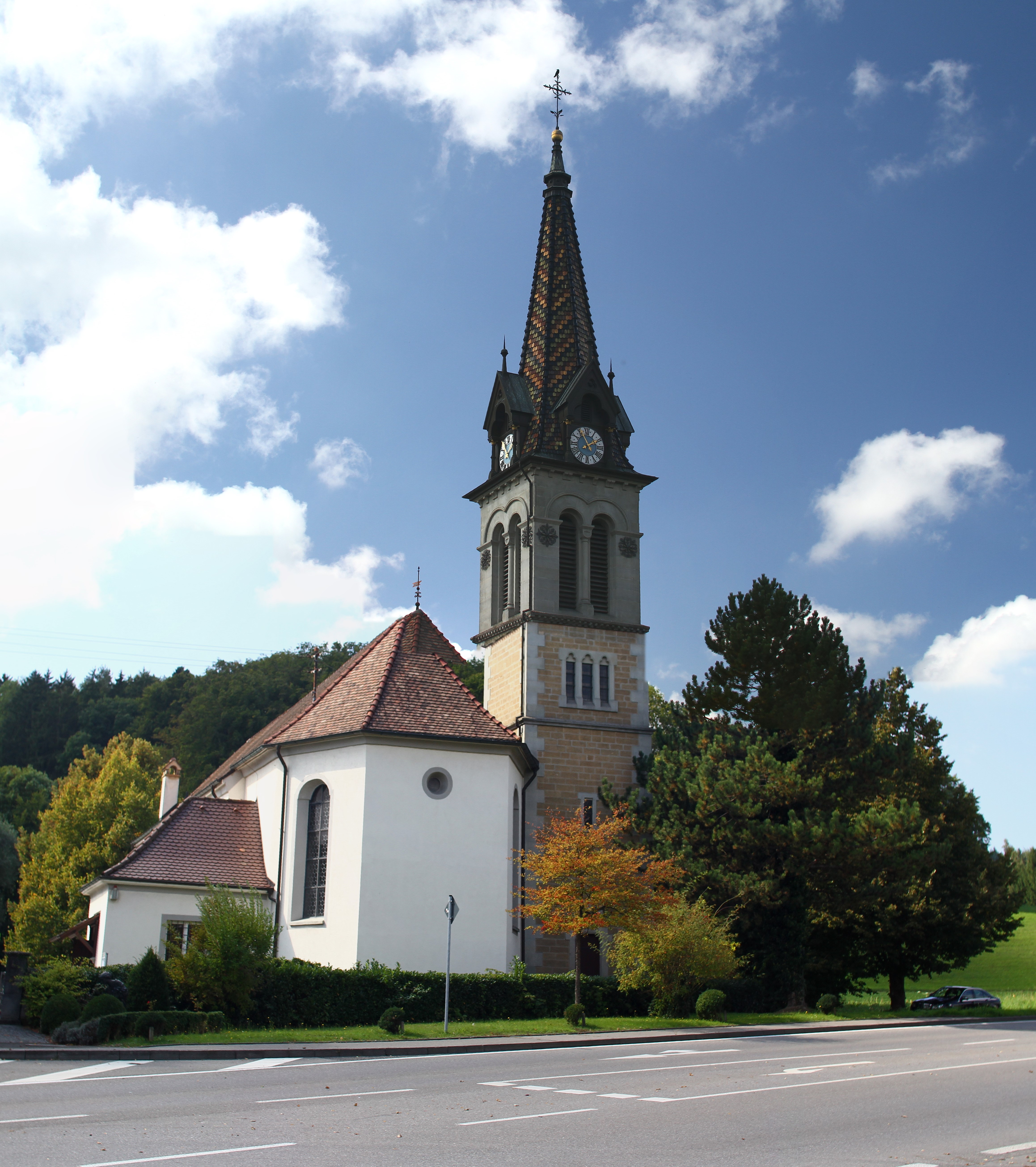
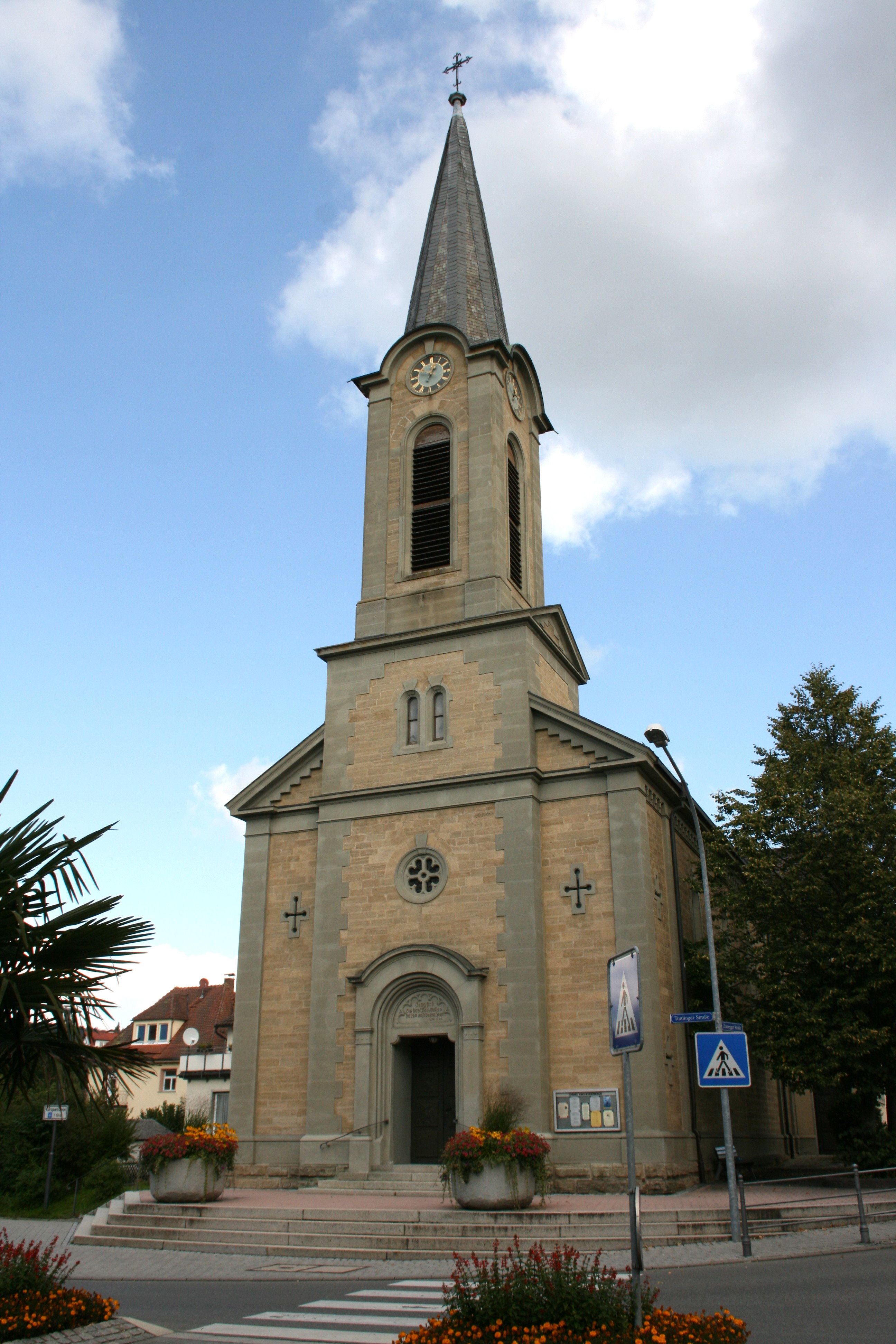
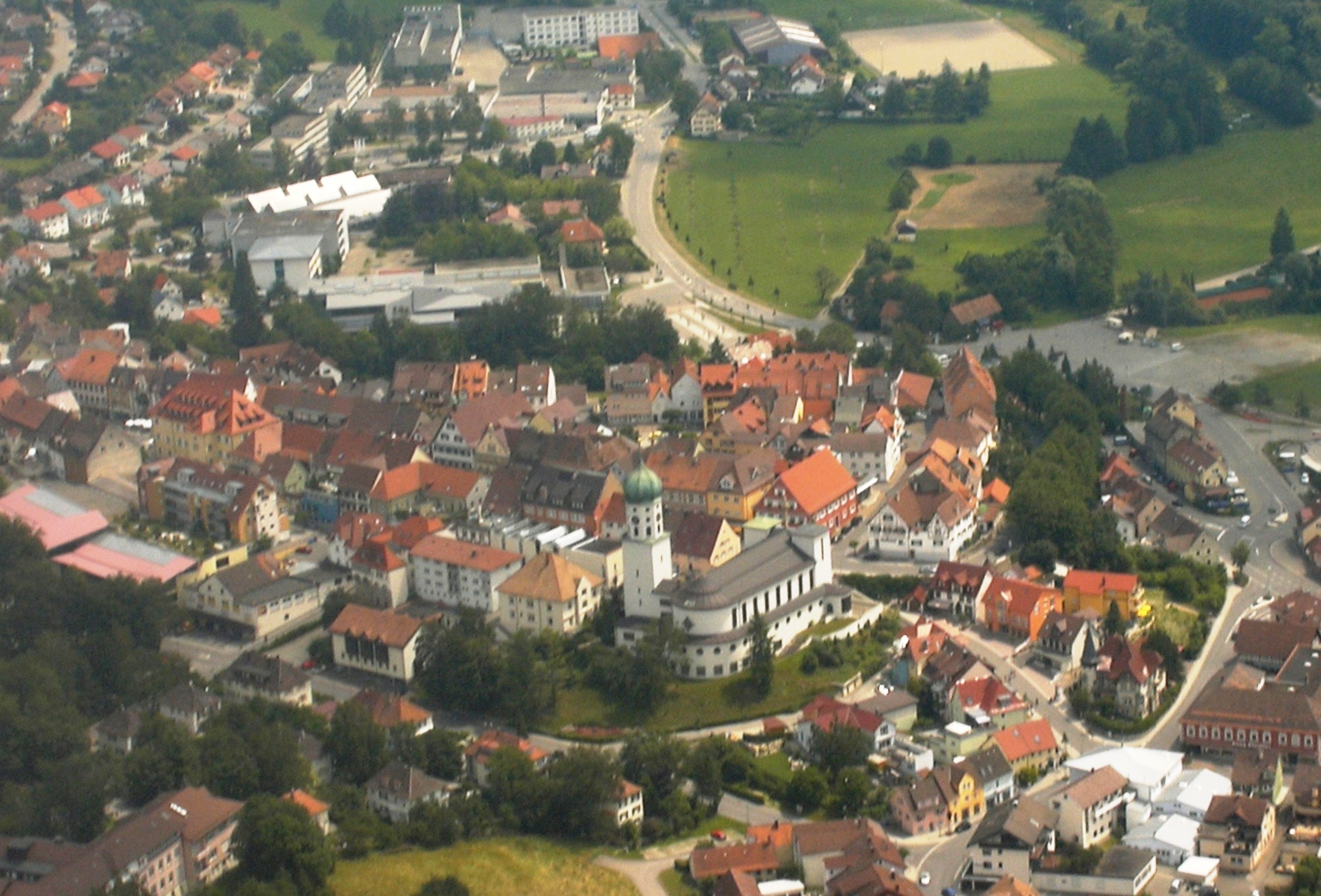
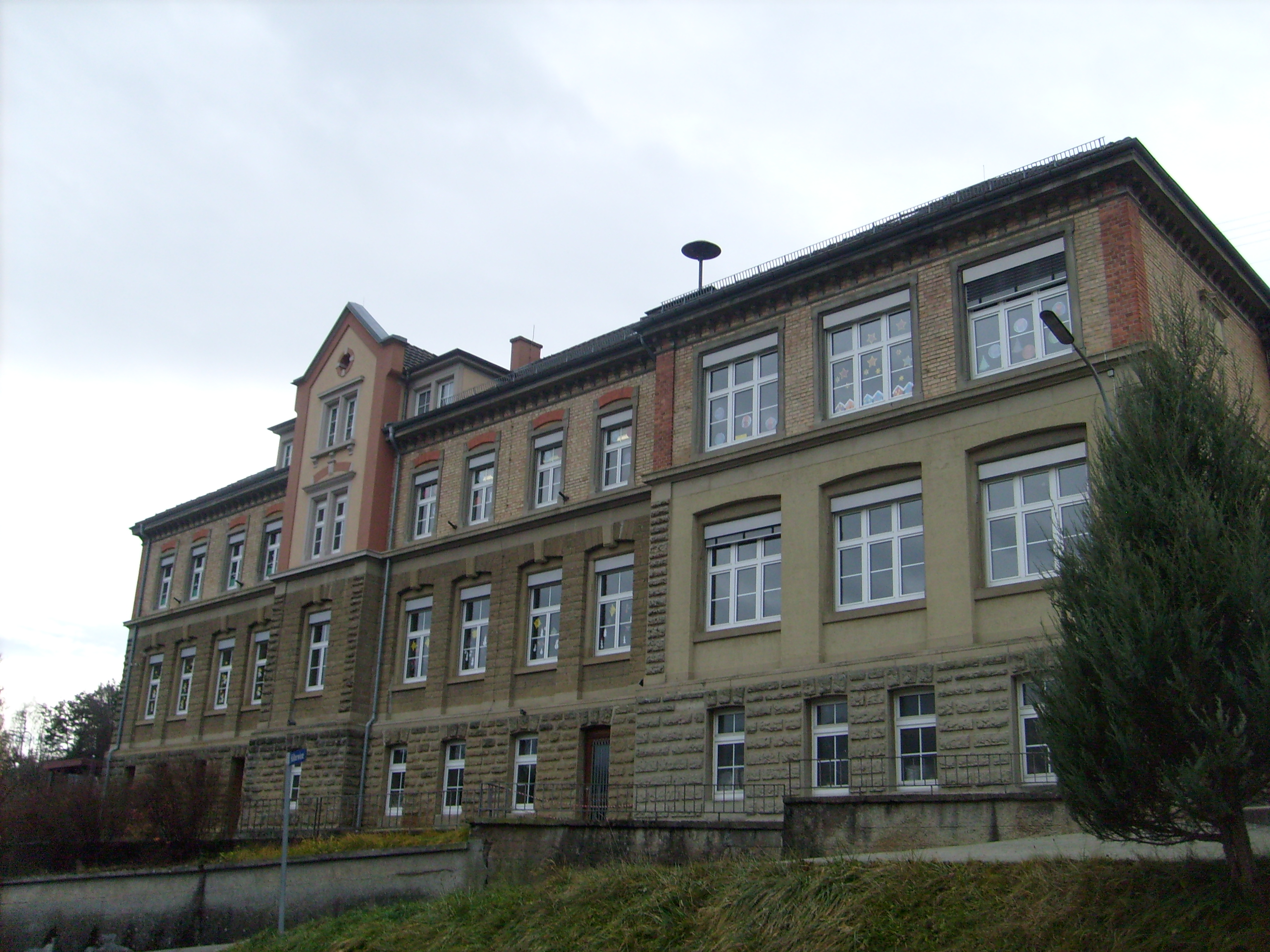
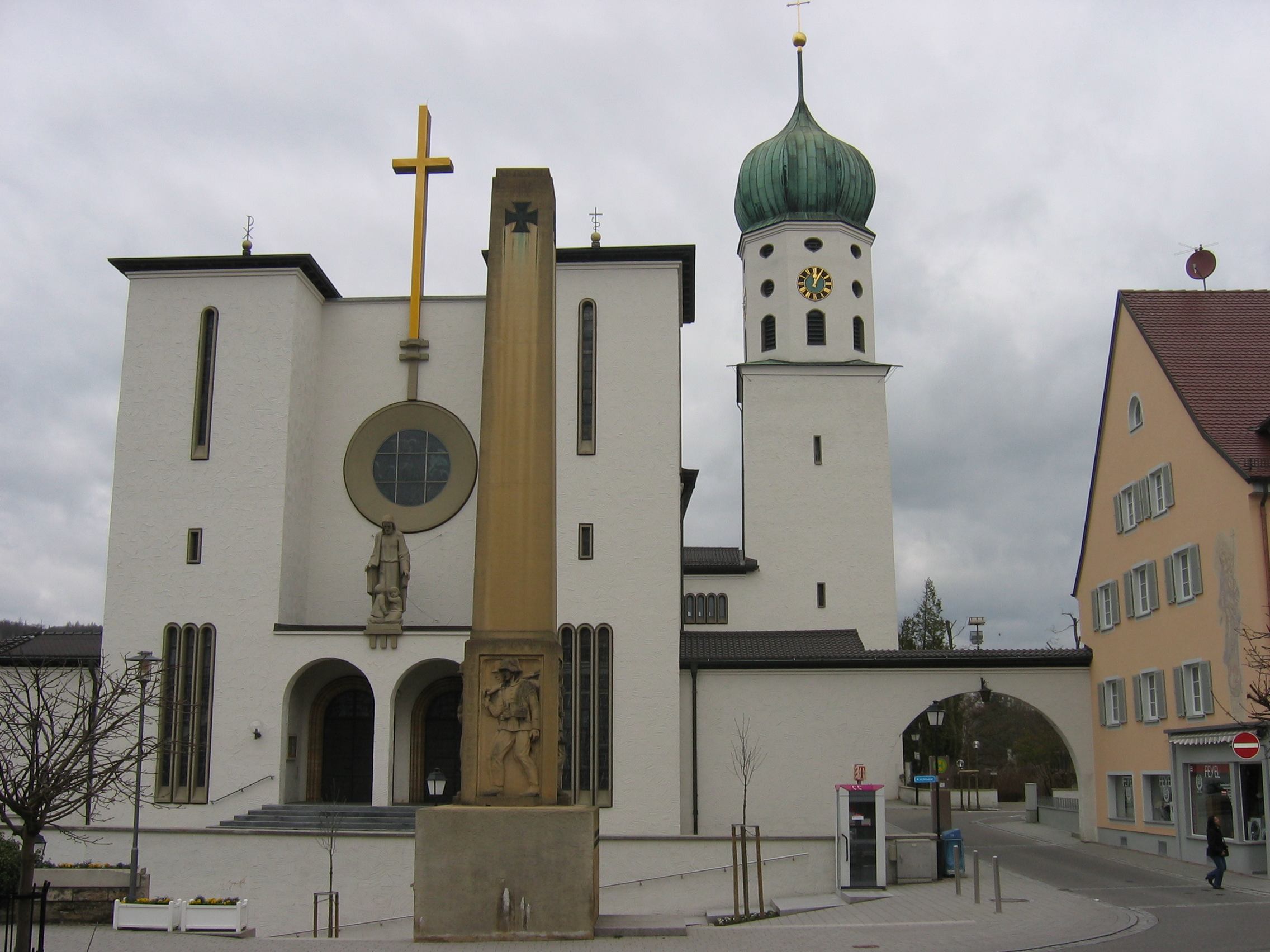
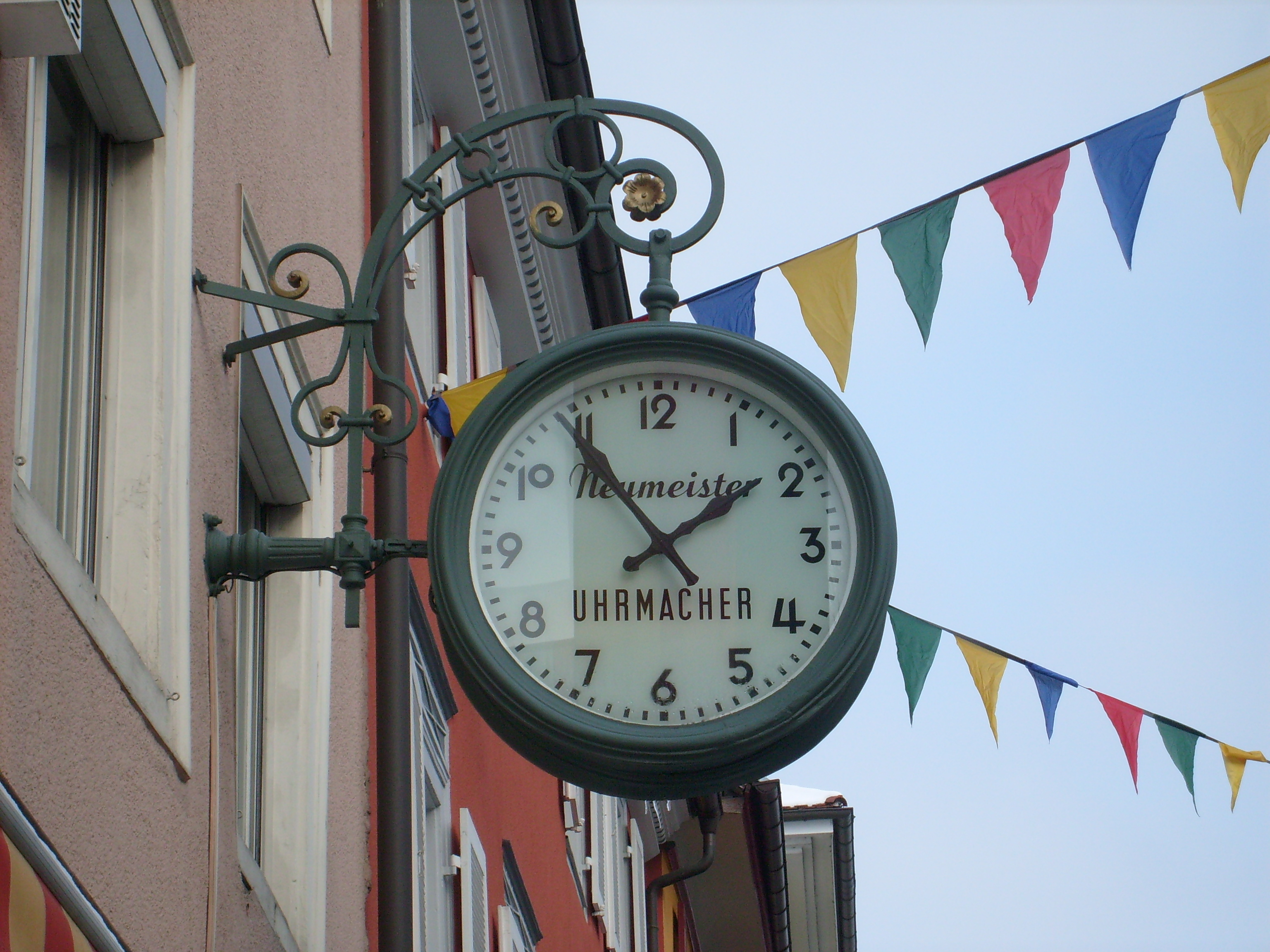